# Andreas Kornhuber
(Georg) Andreas von Kornhuber (Kematen, Alta Austria, 2 de agosto de 1824 - Viena, 21 de abril de 1905) fue un naturalista y paleontólogo austriaco.
En 1850 obtuvo su doctorado en filosofía y medicina en la Universidad de Viena, seguido por varios años como instructor de historia natural en Presburgo (1850-1860). En 1861 fue nombrado profesor de geología y botánica en la Universidad de Tecnología de Viena.
Es conocido por sus investigaciones paleontológicas de dinosaurios, que se acredita con la prestación de las descripciones de un puñado de nuevos géneros y especies.
- Carsosaurus marchesetti (1893).[2]
- Hydrosaurus lesinensis (1873), ahora conocido como Pontosaurus lesinensis.[3]
- Opetiosaurus bucchichi (1901), sinónimo de Aigialosaurus bucchichi.[4][5]

## Publicaciones
- Beitrag zur Kenntniss der klimatischen Verhältnisse Presburg's: Mit zwei chromolithographischen Tafeln, 1858 - Contribution to the knowledge of the climatic conditions of Pressburg, with two chromolithographic tables.
- Bemerkungen über das Vorkommen der Fische um Presburg und an einigen anderen Orten Ungerns, 1863 - Remarks on the presence of fish to Pressburg and a few other locations in Hungary.
- Über einen neuen Fossilen Saurier aus Lesina, 1873 - On a new fossilized dinosaur from Lesina.
- Carsosaurus marchesettii, ein neuer Fossiler lacertilier aus den Kreideschichten des Karstes bei Komen, 1893 - Carsosaurus marchesettii, a new Lacertilian fossil from the Cretaceous formation of karst near Komen.
- Opetiosaurus bucchichi: Eine neue Fossile eidechse aus der unteren Kreide von Lesina in Dalmatien, 1901 - Opetiosaurus bucchichi: A new fossil lizard from the Early Cretaceous of Lesina in Dalmatia.[6]

- La abreviatura «Kornh.» se emplea para indicar a Andreas Kornhuber como autoridad en la descripción y clasificación científica de los vegetales.[7]